# نوکیا لومیا ۷۳۵
نوکیا لومیا ۷۳۵ (و در مواردی مایکروسافت لومیا ۷۳۵) تلفن هوشمندی با سیستم عامل ویندوز فون ۸٫۱ می‌باشد که توسط شرکت مایکروسافت توسع یافته‌است؛ و در ۴ سپتامبر سال ۲۰۱۴ در IFA برلین پرده برداری شد. سازندگان این گوشی تأکید زیادی بر دوربین سلفی ۵ مگا پیکسلی این گوشی داشتند. این گوشی در رنگ‌های نارنجی، سبز، سفید، مشکی عرضه می‌شود و در دو نوع تک سیم کارت و دو سیم کارت عرضه شده‌است.

## انواع
| مدل   | نوکیا لومیا ۷۳۵ دو سیم کارت                                                      | نوکیا لومیا ۷۳۵                                                                  |
| ----- | -------------------------------------------------------------------------------- | -------------------------------------------------------------------------------- |
| شبکه  | GSM ۸۵۰/۹۰۰/۱۸۰۰/۱۹۰۰ HSDPA ۸۵۰/۹۰۰/۱۹۰۰/۲۱۰۰                                    | GSM ۸۵۰/۹۰۰/۱۸۰۰/۱۹۰۰ HSDPA ۸۵۰/۹۰۰/۱۹۰۰/۲۱۰۰ LTE ۸۰۰/۱۸۰۰/۲۶۰۰                  |
| ابعاد | ۱۳۴٫۷ میلیمتر (۵٫۳۰ اینچ) H ۶۸٫۵ میلیمتر (۲٫۷۰ اینچ) W ۸٫۷ میلیمتر (۰٫۳۴ اینچ) D | ۱۳۴٫۷ میلیمتر (۵٫۳۰ اینچ) H ۶۸٫۵ میلیمتر (۲٫۷۰ اینچ) W ۸٫۹ میلیمتر (۰٫۳۵ اینچ) D |
| وزن   | ۱۳۰٫۴ گرم                                                                        | ۱۳۴٫۳ گرم                                                                        |